# 방용석 (작곡가)
방용석(Alex Bang, 方勇錫, Yong-Suk Bang, 1959년 10월 9일 ~ )은 대한민국의 작곡가 겸 음악감독이다. 중앙대학교에서 순수 클래식 음악을 전공하였다. 1987년 광고 음악 감독으로 입문하여 국내 1호 'CF 음악감독'이 되었다. 대한민국에서 최초로 애니메이션 음악를 개척한 이분야의 최고의 작곡가이다. 달려라 하니(1988년 노래 이선희), 슬램덩크(유트브 조회 600만회 이상), 카드캡터체리, 검정고무신, 포켓몬스터 시리즈, 디지몬 시리즈등등 많은 주제가와 엔딩을 만들었다. 1990년대 이후 국내에 소개된 애니메이션 가운데 70%가 그가 만든 음악을 주제가로 사용했다. 그가 만든 주제가는 전형적인 동요풍의 노래를 비롯해 재즈, 힙합, 클래식을 넘나든다고 평가받는다. 그의 아내는 같은 학교 동문으로 조유정이다.

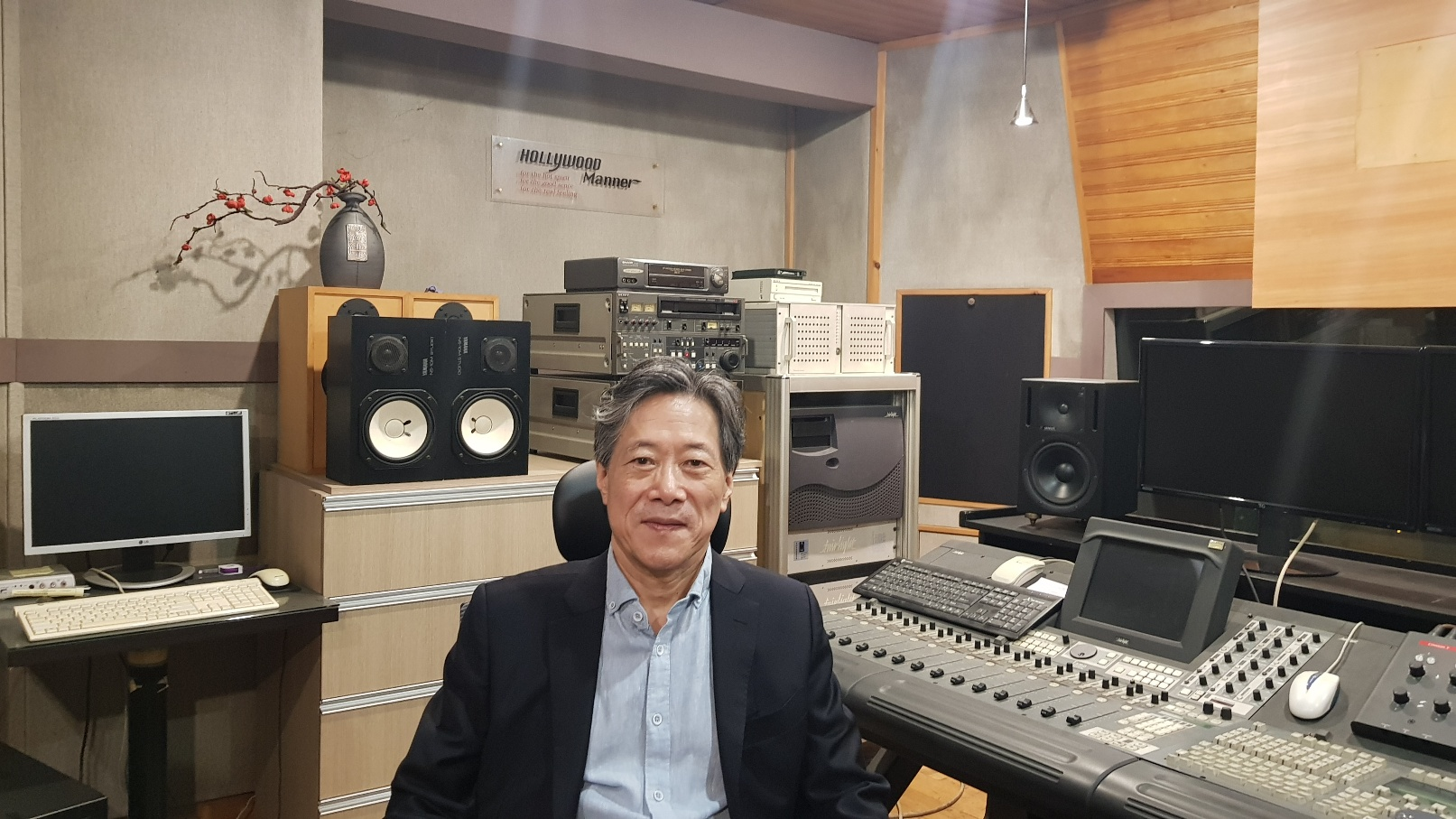
방용석 음악감독, 논현동 블루머스 스튜디오, 헐리우드매너(Hollywood Manner) 2024년 7월 16일

## 이력
방용석은 영상 음악 분야에서 활발한 활동을 하면서 2500편 이상의 광고와 300여편의 애니메이션 음악을 작곡했고, 공연, 뮤지컬, TV 드라마, 게임 등에 걸쳐 활동하고 있다.
또한 국내 실용음악학 전문가인 그는 활발한 활동을 하면서 국내의 상업음악 업계와 교육계를 이끌어 온 음악인 중 한 사람이다. 1995년부터 '한국 상업음악의 새로운 정의'라는 제목으로 상업음악에 대한 새로운 개념과 국내 상업음악이 나가야 할 방향에 대해 여러 대학의 세미나 및 학술대회에서 발표해 왔고, 광고 음악의 이론과 실제에 대해 처음으로 정리한 '광고음악실무'의 저자이다.
1978년 언더그라운드 라이브 클럽에서 첫 데뷔한 방용석은 중앙대학교 예술대학 음악과에서 작곡을 전공하였고 ‘서울 오디오’ 음악 감독으로 CF 음악계에 입문한 뒤 서던 캘리포니아 대학교에서 재즈와 필름 스코링(Film Scoring)을 전공했다. 헐리우드매너(Hollywood Manner)의 대표이며, 알랙스 방 팝케스트라(Alex Bang Popchestra)의 지휘자 겸 음악감독으로 활동 중이다.

## 경력
- 1981년 중앙대학교 예술대학 음악학과 작곡전공 졸업
- 1984년 중앙대학교 대학원 음악학과 작곡전공
- 1986년 광고음악계의 대부인 가수 김도향 대표의 '서울 오디오'에 입사
- 1986년 중앙대학교 음악대학 작곡과 강사
- 1986년~1989년 (주) 서울 오디오 광고음악감독
- 1988년 애니메이션 '달려라 하니'의 주제가
- 1991년~1994년 U.S.C(University of southern California) Jazz Studies Certificate/Film Scoring(minor)
- 1996년 상명대학교 대학원 영상음악과 강사
- 1997년 ~ 현재 헐리우드매너 대표
- 1998년   한국 예술종합학교 영상원 강사,  이화여자대학교 음악연구소 연구위원
- 1999년    한서대학교 영상음악과, 중앙대학교 예술대학원 음악과 강사
- 2000년~2010년 이화여자대학교 음악대학원 음악공학과 강사
- 2008년 6월 애니메이션 '물 거인' 주제, 스페인 사라고사 엑스포 한국관 상
- 2009년~2011년 목원대학교 작곡재즈학부 겸임교수
- 2012년~2014년 에버랜드 박칼린의 쥬크박스, 에버랜드 아틀란티스 어드밴처스, 롯데월드 아쿠아리움, 멀티미디어쇼 카붐, 미스터쇼 음악감독
- 2014년 <광고음악실무> 출간
- 2014년 10월 인천 장애인 아시안게임 음악감독
- 2016년~현재    중앙대학교 예술대학 음악학부 겸임교수, 헐리우드매너MusicianNetwork in Seoul대표  (www.hollywoodmanner.co.kr), 알렉스방 팝케스트라(Alex bang Popkestra)음악감독

## 작품

### 저서
- 방용석& 김소영 공저, 광고 음악 실무 (커뮤니케이션북스, 2014)

### 광고
- 1997년 ~ 2012년 광고

국민은행(KB Star), 장인가구, 대림E-편한 세상, 쌍용 아파트, 남광 토건, 브라운 스톤("만찬"편, "골프"편, "낙서"편, "천안백석동"편, II, III, IV), 페디 아슈어, 오리온(스위플, 와클, 고소미), 맥심 카푸치노, 이회창 선거, HOW MUCH 보험, 현대 갤러리아, 기아 카렌스("스프라이트" 편), GM 대우, 해태(한마음 껌, 맛동산, 호두마루, 굽스), VOV, 네스퀵, 브라보콘, 바밤바, 베스트원, 하나로 통신(하나포스)00766, LUX 샴푸, 노무현(대선광고, 청와대 홍보영화), 마티즈(I, II), 남양 아기사랑, LG 텔레콤, LG 텔레콤 뱅크온, LG 제로쿨 에어컨, LG투자증권, LG인터넷 냉장고, LG PDP TV, (LG)우리투자증권, LG 엑스노트, LG X 캔버스, 유닉스, 지큐브, 쿠쿠 밥솥, 코디 화장지, 자일리톨(+2), 베스원, KFC 치킨("오리지날치킨"편, "치킨샐러드 딸기 프로모션", "그릴버거"편), 대우건설 푸르지오, 해찬들, E.F소나타, 웅진룰루비데("헬스장"편, ("윤다훈, 김원희" 편, "김원희"편), 비오비타, 700-5425(까치까치 설날은), 다담, 무쏘, 전자랜드21, 네이트(고향길 설 페스티발, NATE HOME CARE), 써니텐(청포도맛), 롯데 쇼핑, 롯데카드, 롯데칠성 콜드, 롯데(쫀쪼니, 메가톤바, 빠다코코넛), 비비안, 마우스랜드, 외환은행, 시린메드F(부광약품), 대우(수피아 에어컨, 진품-마이더스 세탁기, 빅제로), 플레이스테이션 II, 교보생명 다이렉트(보험, 라이프 정기보험-1566-0099, 자동차보험), SK(그룹, 엔크린), 캐논(디지털캠코더, 디지털카메라, 복사기, 카메라, 디지털), 캐논("바닐라엔젤"편, "바이오킵스"편), 르까프, 올림푸스, 현주컴퓨터, 삼성전자, 삼성카드("겨울"편, "행복의 나라로"편), 삼성T-100, 삼성에어컨, 삼성 디지털캠, 삼성 Dual Gamma-DVD, 꼬깔콘, 국제전화001, KTF("윤도현"편, ever II, KTF 네스팟), KT ("비즈메카"편, "Let's KT"편), KT MALL, KT&G 상상예찬, 맥도날드, 크라운(콘칲, 산도, 크라운 美 in black, 참쌀, 기업광고, 홍보광고, 초코하임), KD그룹,  히야("영웅"편), 현대 테라칸, 현대 테라제, 현대건설, 현대해상 하이카("청풍무구"편),  메치니코프, 닥터캡슐, 학원TV, GIA, 원자력발전소("좋은나라"편, "하나이니까", "행복의 나라로", "내일이 찾아오면"), 플러스 마이너스, 제일화재 아이퍼스트 자동차보험(licence fee), 큐리텔, 1515-7000, 엘라스틴, 유토, Shining Lore, 메트라이프, 골드키위, 농림부 HACCP 달려라 원주, 가루비, 포테토칲, 우리홈쇼핑, OK CASHBAG, 핫브레이크, 요술핸드폰 제니, 한국화장품 A3FON, 화이브미니젤리, 폰즈, CASS 맥주("이력서"편), 지펠 냉장고("문"편, "온도"편), 1515-1000, 렉서스("가을"편), 새우깡, 와땅, 초코파이, 한국투자증권("탐스 CABLE CAT&DOG"편), 업그레이드 몽쉘, 두산 아파트 위브, 리니지, 서울 낙동 협회 우유 캠페인, B&F("중국"편), 코디시안, HITE• Hite Pitcher, 에그몽 S.E, 신협, 삼양라면, 금호건설 어울림, 스타리그, 윙카, 수려한, 원전수거물관리센터(한국수력원자력), 제니, 중앙일보, 한국관광공사, 인디안, 웅진씽크빅, 레고, 아시아나, 하우젠, KB카드, 쌍용 스윗닷 홈, 쌍용건설 부산 사직동, 카스("부기카"편, "700ml 큐팩"편, "부딪쳐라"편, "미식축구"편, "댄스"편, "쌍꺼풀"편, "수험표"편, "가출"편), 피카소, 코카콜라("신화"편), 락앤락, 썬키스트 NFC("뮤지컬"편), Space 9, 미인블랙( 1편, 2편), 아미노벨류, AIG 보험, Taster’s Choice("부드러운블랙"편, "웰빙"편, 영어버젼 2분 Full Song), 버거킹, 도미노 피자, 비달사순, 폰즈, 팹시콜라•팹시맨, 환타, SONY 컴퓨터 • 가전 • Playstation, 우체국, TANDY, 피자나라치킨공주, 대한 생명("합창"편, "신부"편, "부부"편, "할아버지"편), 오디오북 595-4545, 교촌치킨, 서프라이즈 FIMM, 청호나이스 굿모닝 비데, 요쿠르트 구트, 훼밀리마트, 선거관리위원회 캠페인 Song, 바쉬, 게이트맨, 데시앙, 1566-5005, 멕시카나, 뉴트로지나("홍콩"편, "대만"편), 음락다, 이자녹스, 대신증권, 싸이더스, 한화 에코 메르토, 매그너스, 메가톤바 II, 아이템플, 와클, MBC, CJ Mall 홈쇼핑, 상호저축은행, 디펜드, 우방건설 유쉘, 존슨앤존슨, 파랑채, Dynamic Korea, 클리니크, 게보린, 공간디자인, 대구 동아 백화점, 도브샤워, 푸르덴셜, 죠리퐁, 마몽드("여름"편, "방울꽃"편, "들꽃"편, "가을"편, "눈색이꽃"편, "봄 노루귀"편), 코스메틱넷(스위스퓨어), 기아 봉고, 002 데이콤("썸머쿨페스티벌"편), 가면라이더, 엔프라니, EP AVENUE, 참소주, 멘토스, 섹스 & 시티, 이노센트가구, 다음 다이렉트보험, 듀오백, 슬레 믹스, CJ햇반, 클린앤클리어, 도시바, 메이블린, 트위스트킹 2탄("파인애플"편), 신영건설 G Well("비버리힐즈"편, "맨하탄"편), 하루컴, 제노비타, 우미건설, 참소주, 메리스떼 화장품, 스프리스 EVERLAST, EVERLAST, 극동건설, 오사쯔, 해태 오예스, 성원쌍떼, 난다모, 쥬니버, 토미 진, 피존무균무때, 부라보콘, 쥬니버네이버, CESCO, THE FACE SHOP, 일동후디스("후디스 트루맘"편, "트루맘뉴클래스"편), CGV, 호두우유(서울우유), 농협, 1541-콜렉트콜, 연세아이두유, , W PARK, LOCK & LOCK("세탁기"편, "선장"편), 체리마루("체리목욕신" 편), DIOS("외출"편), 금강기획 슬로건 TTU, 맥심커피, 피자헛, 까루프, MSN, yahoo, 모토로라, Fedex, 마스터카드, BC 카드, 외 2500여 편

### 애니메이션
- 1997년 ~ 2012년 애니메이션

영혼기병 라젠카, 달려라 하니, 천방지축 하니, 바이오캅 윙고, 슬래이어스, 짱이와 깨모, 천하무적 수라왕 슈라트, 기동점함 나데카, 테카맨, 마이트 가인, 밀림의 왕 레오, 슬램덩크, 포켓 몬스터 TV, 극장판 포켓몬스터 '피카츄의 여름방학, 뮤츠의 역습’, 극장판 포켓몬스터 ‘피카츄 탐험대, 루키아 탄생’, 포켓몬스터 2부, 디지몬 어드벤처, 디지몬 프론티어, 포켓몬스터 3부, 몬스터 팜, 부메랑 파이터 2000, 카드캡터 체리, 마일로의 대모험, 검정 고무신, 붕가부, 극장용 지구용사 백터맨, 지구용사백터맨(1부), 지구용사백터맨(2부), 레스톨 특수구조대, 드래곤볼, 드래곤볼 (오프닝), 드래곤볼 Z (오프닝 엔딩), 보리와 짜구, 닥터슬럼프, 태권왕 강태풍, 하얀 마음 백구, 무대리 용하다 용해, 탱구와 울라숑, 몽크, 브리스톨 탐험대, 마늘동자, 큐빅스, 아장닷컴, 파워디지몬, 유희왕, 마법의 술, 조이드, 용의 전설 레전더, 리바이어스, 미깡(주홍이)의 그림일기, 세레스, 스크라이드, 시골쥐 서울쥐, 아리쥬나, 최유기, 히레부타, 파이터 바키, 뿡야 뿡야 왕바우, 이누야샤, 풀메탈매닉, Risky & Safety Ending, 리틀소울 애니, 트랜스포머 오프닝, 태극천자문 극장판, 우리반 짱똘이, 알렉산더, 뫼비우스의 띄, 프린센스 츄츄, 쪽빛보다 푸르게, 디어보이즈, 히트다이제이 (오프닝, 엔딩), 샤먼킹, 괴짜로봇 로치, 카스민, 아이들의 장난감 1 (오프닝, 엔딩), 마탐정 로키, 마법사에게 소중한 것, 마징카이저, 아이들의 장난감 2 (오프닝 엔딩), 헬로우 키티 (오프닝 엔딩), 켈렉터 유이(오프닝 엔딩), 금붕어주의보 (오프닝. 엔딩), 헌터 X 헌터, 태극천자문, 파워레인저 뮤지컬, 스크럼블 2학기, 화첩몽, DNANGEL (오프닝, 엔딩), DNANGEL 2기 (엔딩), 금붕어주의보 2기 (엔딩), 메다로트 (오프닝 엔딩), 반드레드 (오프닝), 골프천재 탄도 (오프닝, 엔딩), 피치피치핏치 1기 (오프닝, 엔딩), 피치피치핏치 2기 (오프닝, 엔딩), School Rumble, 미르모 (오프닝, 엔딩), 출동!머신로보 레스큐, 초신성 그랑세이져 (오프닝, 엔딩), 조이드, 눈의 여왕 (엔딩), 도라에몽 (오프닝, 엔딩), 무적뱅커크로켓 (오프닝, 엔딩), 붉은 매, 원더플 데이즈 데모, 오세암 데모, 정크빌, 둘리  Pilot, 열혈강호, 챔프, 파워포스레인저, 프리큐어 (오프닝, 엔딩), TAMA, 보리와 짜구, 장보고, 장난감전사지누(Toy warrier), 붐이 담이 (데모, 예고편), 사랑의 늬티나무(DEMO), 마일로, 스페이스 힙합덕, 마이프랜드 코미디, 미니미, 믹스마스터, 와라시, 유니온킹, 탑블리이드, SKY ONE, 라피와 가디 데모, 열린교육, 천마의 꿈, Z-Squad, 꾸미, 큐빅스 입체영화, 한국의 꽃, 별나라 꿈속여행, 쉐도우 파이터, 마이트 게인, 천하무적 슈라왕 슈라트, 테카멘, 김치퐁, 꼬마야 꼬마야, 창작만화 예고편, 짱이와 깨모, 열대팽귄 페닝, 초록 숲 이야기, 아이언키드, 스페릭스, 출동 로봇 V (DEMO), 기동전함 나데카, 가면라이더 블레이드, 런딤, 카오팡팡,  태룡 V, 민들레 가족, 아치와 시팍 외 200여편.

### 기타
- 1996년 KBS2 일일연속극 《오늘은 남동풍》 음악감독
- 2013년~2014년 에버랜드 '박칼린의 쥬크박스', '아틀란티스 어드밴처스'
- 2013년~2014년 멀티미디어쇼 '카붐', '미스터쇼'
- 2014년 롯데월드 '아쿠아리움'
- 2014년 10월 인천 장애인 아시안게임 음악감독
- 2015년 초대형 미디어 공연 'The Blue'(Facade show 'The Blue')
- 박칼린 제작 'Mr.Show' (미스터쇼) 음악감독

## 같이 보기
- 박동환